# Guessoum (Tangaye)
Pour les articles homonymes, voir Guessoum.
Guessoum est une localité située dans le département de Tangaye de la province du Yatenga dans la région Nord au Burkina Faso.

## Santé et éducation
Le centre de soins le plus proche de Guessoum est le centre de santé et de promotion sociale (CSPS) de Tangaye tandis que le centre hospitalier régional (CHR) se trouve à Ouahigouya.